# Svojetín
Svojetín település Csehországban, Rakovníki járásban. Svojetín Měcholupy, Chrášťany, Janov, Hořesedly, Nesuchyně, Děkov, Milostín és Kněževes településekkel határos. Lakosainak száma 352 fő (2024. január 1.).

## Népesség
A település lakosságának változását az alábbi diagram mutatja:
| Lakosok száma | 610  | 817  | 958  | 510  | 392  | 350  | 341  | 346  | 360  | 352  |
|               | 1869 | 1900 | 1921 | 1961 | 1980 | 2011 | 2016 | 2019 | 2021 | 2024 |